# Минеево (Московская область)
Минеево — деревня в Дмитровском районе Московской области, в составе городского поселения Дмитров. Население — 24 чел. (2010). До 2006 года Минеево входило в состав Кузяевского сельского округа.

## Расположение
Деревня расположена в центральной части района, примерно в 7 км южнее Дмитрова, по левому берегу реки Яхрома, высота центра над уровнем моря 187 м. Ближайшие населённые пункты — Свистуха на западе, Кузяево на юго-западе и Ульянки на востоке.

## Население
| 2002 | 2006 | 2010 |
| ---- | ---- | ---- |
| 32   | ↘18  | ↗24  |